# Gottlieb Bach
Gottlieb Bach (4. februar 1900 i Øde Førslev – 15. marts 1973 København) var en dansk atlet.
Bach var medlem af Idrætsforening Sparta. Han deltog i OL 1928 i Amsterdam hvor han blev nummer 51 i tiden 3:10:30. Han vandt tre danske mesterskaber på maraton.

## Danske mesterskaber
- Guld 1925 maraton 2:48:27
- Guld 1927 maraton 2:40:20
- Guld 1931 maraton 2:54:24

| Atletikudøver | Spire Denne biografi om en dansk atletikudøver er en spire som bør udbygges. Du er velkommen til at hjælpe Wikipedia ved at udvide den. |